# 立陶宛內政部
立陶宛共和國內政部是立陶宛政府的內政部門，負責監督公共安全、邊境保護、移民控制、緊急應變、公共行政與治理、公務員制度、地方及區域發展等政務。這些政務都受《立陶宛憲法》、總統與總理公布的法令、國會通過的法律授權、施行。現任立陶宛內政部長為阿格妮·比洛泰特。

## 歷史
1918年，立陶宛政府創立後，就成立了內政部。此後直到1940年蘇聯佔領波羅的海國家為止，立陶宛內政部都設址在當時的首都考那斯。1946年3月14日，原立陶宛共和國內政部重組為立陶宛蘇維埃社會主義共和國内务部，受苏联内务部及立陶宛蘇維埃社會主義共和國部長會議管轄。1990年3月17日，立陶宛自蘇聯獨立，恢復設置立陶宛共和國內政部。

## 机构设置
- 綜合協助中心
- 金融犯罪調查局（英语：Financial Crime Investigation Service）
- 人口登記處
- 與通訊署
- 區域發展署
- 消防學校
- 安全管理署
- 
- 公務員人事總局
- 公共安全署

## 歷任部長
立陶宛民主勞工黨
  立陶宛波蘭族選舉行動－基督教家庭聯盟
  祖國聯盟－立陶宛基督教民主黨
  勞動黨
  自由與中間聯盟
  新聯盟
  秩序與正義
  立陶宛社會民主黨
  無黨籍
| 立陶宛內政部長 | 立陶宛內政部長                                  | 立陶宛內政部長                       | 立陶宛內政部長                      | 立陶宛內政部長 | 立陶宛內政部長 | 立陶宛內政部長 |
| 次序           | 姓名                                            | 政黨                                 | 內閣                                | 任期           | 任期           | 任期           |
| 次序           | 姓名                                            | 政黨                                 | 內閣                                | 上任日期       | 卸任日期       | 任期天數       |
| -------------- | ----------------------------------------------- | ------------------------------------ | ----------------------------------- | -------------- | -------------- | -------------- |
| 1              | 馬里約納斯·米西科尼斯 （1939年生）              | 無黨籍                               | 卡濟梅拉·布倫斯基恩內閣             | 1990年1月17日  | 1991年1月10日  | 358天          |
| 2              | 馬里約納斯·米西科尼斯 （1939年生）              | 無黨籍                               | 阿爾貝塔斯·希梅納斯內閣             | 1991年1月10日  | 1991年1月13日  | 3天            |
| 3              | 佩特拉斯·瓦利烏卡斯 （1948年－1993年）          | 無黨籍                               | 第一次格季米納斯·瓦格諾柳斯內閣     | 1991年1月13日  | 1992年7月21日  | 555天          |
| 4              | 佩特拉斯·瓦利烏卡斯 （1948年－1993年）          | 無黨籍                               | 亞歷山德拉斯·阿比沙拉內閣           | 1992年7月21日  | 1992年12月17日 | 149天          |
| 5              | 羅馬斯·瓦特庫納斯 （1943年生）                  | 無黨籍                               | 布羅尼斯洛瓦斯·盧比斯內閣           | 1992年12月17日 | 1993年3月31日  | 104天          |
| 6              | 羅馬斯·瓦特庫納斯 （1943年生）                  | 無黨籍                               | 阿道法斯·什萊扎維丘斯內閣           | 1993年3月31日  | 1996年3月19日  | 1084天         |
| 7              | 弗吉里尤斯·弗拉迪斯洛瓦斯·布洛瓦斯 （1939年生） | 立陶宛民主勞工黨                     | 勞里納斯·斯坦科維丘斯內閣           | 1996年3月19日  | 1996年12月10日 | 266天          |
| 8              | 維德曼塔斯·吉耶梅利斯 （1950年生）              | 祖國聯盟                             | 第二次格季米納斯·瓦格諾柳斯內閣     | 1996年12月10日 | 1998年5月21日  | 527天          |
| 9              | 斯塔西斯·賽德巴拉斯 （1958年生）                | 祖國聯盟                             | 第二次格季米納斯·瓦格諾柳斯內閣     | 1998年5月22日  | 1999年6月10日  | 384天          |
| 10             | 契斯洛塔斯·布雷澤斯 （1943年生）                | 無黨籍                               | 第一次羅蘭達斯·帕克薩斯內閣         | 1999年6月10日  | 1999年11月11日 | 154天          |
| 11             | 契斯洛塔斯·布雷澤斯 （1943年）                  | 無黨籍                               | 第一次安德留斯·庫比柳斯內閣         | 1999年11月11日 | 2000年11月9日  | 364天          |
| 12             | 維陶塔斯·馬爾凱維丘斯 （1962年生）              | 新聯盟                               | 第二次羅蘭達斯·帕克薩斯內閣         | 2000年11月9日  | 2001年7月12日  | 245天          |
| 13             | 尤奧扎斯·比亞爾納托尼斯 （1953年生）            | 立陶宛社會民主黨                     | 第一次阿爾吉爾達斯·布拉藻斯卡斯內閣 | 2001年7月12日  | 2003年4月28日  | 655天          |
| 14             | 弗吉里尤斯·弗拉迪斯洛瓦斯·布洛瓦斯 （1939年生） | 立陶宛社會民主黨                     | 第一次阿爾吉爾達斯·布拉藻斯卡斯內閣 | 2003年5月13日  | 2004年12月14日 | 581天          |
| 15             | 金塔拉斯·富爾馬納維丘斯 （1961年生）            | 勞動黨                               | 第二次阿爾吉爾達斯·布拉藻斯卡斯內閣 | 2004年12月14日 | 2006年7月18日  | 581天          |
| 16             | 萊蒙達斯·蘇契斯 （1966年生）                    | 自由與中間聯盟                       | 格迪米納斯·基爾基拉斯內閣           | 2006年7月18日  | 2007年12月9日  | 509天          |
| 17             | 雷吉曼塔斯·丘帕拉 （1956年生）                  | 自由與中間聯盟                       | 格迪米納斯·基爾基拉斯內閣           | 2007年12月17日 | 2008年12月9日  | 358天          |
| 18             | 雷蒙達斯·帕賴蒂斯 （1957年生）                  | 自由與中間聯盟                       | 第二次安德留斯·庫比柳斯內閣         | 2008年12月9日  | 2012年3月26日  | 1203天         |
| 19             | 阿圖拉斯·梅里阿涅斯 （1964年生）                | 自由與中間聯盟                       | 第二次安德留斯·庫比柳斯內閣         | 2012年4月16日  | 2012年12月13日 | 241天          |
| 20             | 代利斯·阿爾方薩斯·巴拉考斯卡斯 （1952年生）     | 秩序與正義                           | 阿爾吉爾達斯·布特克維丘斯內閣       | 2012年12月13日 | 2014年10月30日 | 686天          |
| 21             | 紹柳斯·斯克韋爾內利斯 （1970年生）              | 無黨籍                               | 阿爾吉爾達斯·布特克維丘斯內閣       | 2014年11月11日 | 2016年4月13日  | 519天          |
| 22             | 托馬斯·茲林斯卡斯 （1977年生）                  | 無黨籍                               | 阿爾吉爾達斯·布特克維丘斯內閣       | 2016年4月13日  | 2016年12月13日 | 244天          |
| 23             | 埃穆蒂斯·米休納斯 （1973年生）                  | 無黨籍                               | 薩烏柳斯·斯克韋爾內利斯內閣         | 2016年12月13日 | 2019年8月7日   | 967天          |
| 24             | 麗塔·塔瑪舒妮埃内 （1973年生）                  | 立陶宛波蘭族選舉行動－基督教家庭聯盟 | 薩烏柳斯·斯克韋爾內利斯內閣         | 2019年8月7日   | 2020年12月11日 | 492天          |
| 25             | 阿格妮·比洛泰特 （1982年生）                    | 祖國聯盟－立陶宛基督教民主黨         | 因格麗達·希莫尼特內閣               | 2020年12月11日 | 現任           | 1564天         |

## 外部連結
- 官方网站 （立陶宛文）（英文）